# Parafia św. Mikołaja w Truskolasach
Parafia św. Mikołaja w Truskolasach – parafia rzymskokatolicka, znajdująca się w archidiecezji częstochowskiej, w dekanacie Truskolasy.